# Sitio (Filipinas)

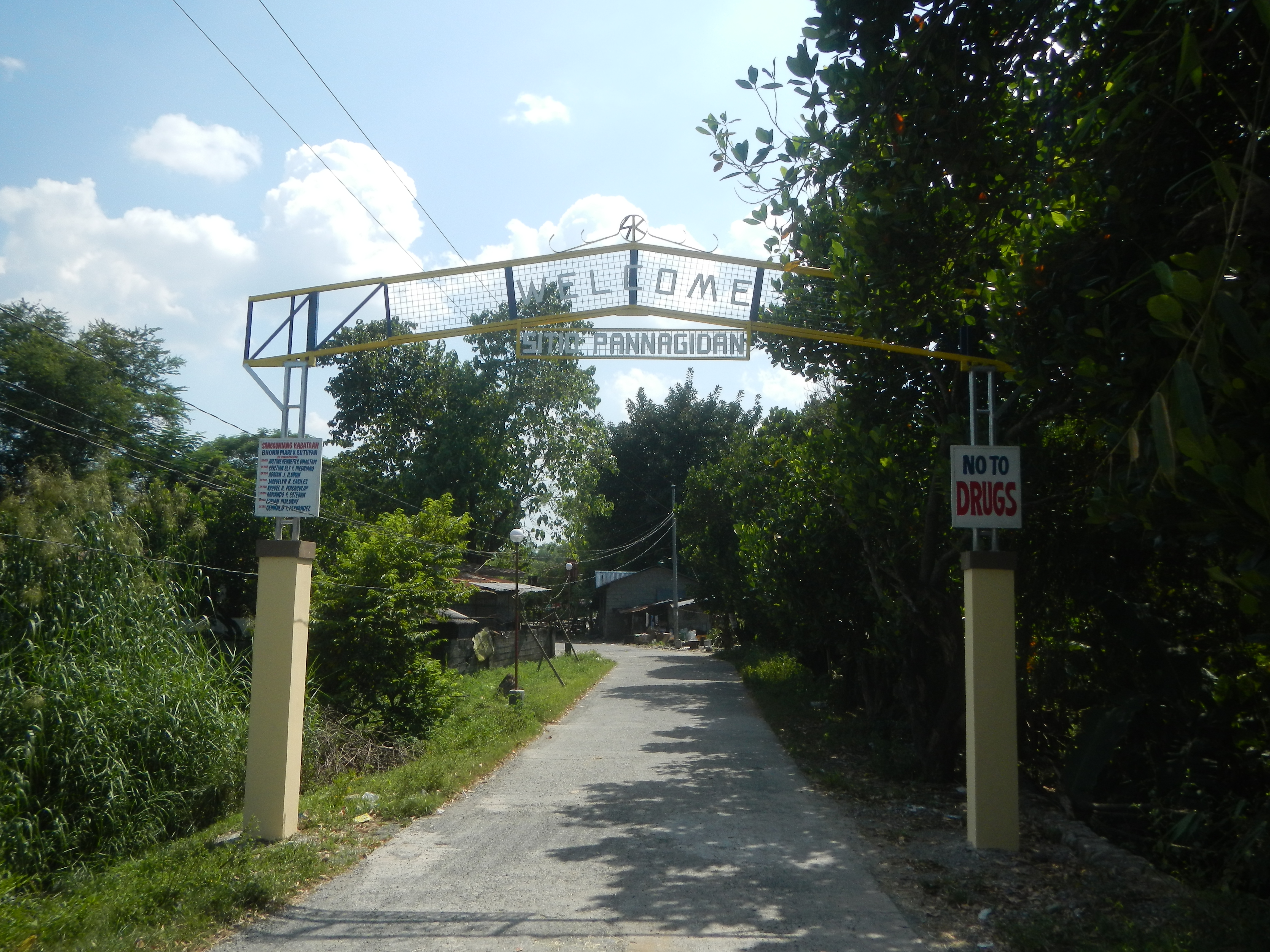
Arco de bienvenida de un sitio

Un sitio en Filipinas es un enclave territorial que forma parte de un barangay. Por lo general es de carácter rural, y su ubicación suele estar alejada del centro del propio barangay; de contar con la población suficiente, un sitio podría llegar a constituirse como un barangay independiente. Los sitios son similares a los puroks, pero estos últimos se consideran más urbanos y se hallan más próximos al centro del barangay, especialmente donde se encuentra la sede (barangay hall). El término proviene de la palabra española «sitio», que significa «lugar».
Durante el período colonial español, el gobierno colonial empleó la política de reducción, lo cual permitió la reorganización de diversos asentamientos. Se identificaron, bautizaron y organizaron varias aldeas remotas como «sitios» para que los municipios y ciudades pudieran ser gobernados con mayor facilidad a través del sistema de barangay (entonces conocido como el sistema de barrio). Un sitio no cuenta con una administración independiente; se establece únicamente con fines organizativos.